# Джон Наш
Джон Форбс Наш младши (на английски: John Forbes Nash, Jr.) е американски математик, който работи в областта на диференциалната геометрия и теорията на игрите.
Наш е роден на 13 юни 1928 г. в Блуфилд, Западна Вирджиния. През 1994 г. получава, заедно с Райнхард Зелтен и Джон Харшани, Наградата за икономически науки на Шведската банка в памет на Алфред Нобел.
След блестящ старт на научната си кариера, през 1957 Джон Наш заболява от параноидна шизофрения , от която се възстановява тридесет години по-късно.
Филмът „Красив ум“ (2001) е вдъхновен от неговия живот.
Наш и съпругата му Алиша загиват в автомобилна катастрофа с такси на 23 май 2015 г.

## Ранни години
Джон Наш е роден и отраснал в Западна Вирджиния. Той ненаситно чете списания като Time, Life и Compton's Pictured Encyclopedia. По-късно започва работа в Bluefield Daily Telegraph. На 12-годишна възраст провежда научни експерименти в стаята си. Още от ранна възраст демонстрира, че не обича да работи с други хора, а предпочита да прави нещата сам. На съучениците, които го отхвърлят, отвръща с груби шеги и интелектуално превъзходство.
Марта, неговата по-малка сестра, изглежда е била нормално дете, докато Джон е различен от другите. По-късно тя пише: „Джони винаги е бил различен. [Родителите ни] знаеха, че е различен. Знаеха и че е много умен. Той винаги искаше да прави нещата по своя си начин. Мама настояваше да му помагам, да го привличам към приятелското си обкръжение… Но аз не държах много да се хваля със своя брат особняк.“
В своята автобиография Наш отбелязва, че това, което запалило интереса му към математиката, била книгата на Ерик Темпъл Бел, Men of Mathematics и по-конкретно едно есе, посветено на Пиер дьо Ферма. Още докато е ученик в горните класове посещава лекции по математика в Блуфийлд Колидж. По-късно следва в Технологичния институт Карнеги (днес университет „Карнеги Мелън“) в Питсбърг, Пенсилвания, където първо учи химично инженерство, а после химия, преди да се ориентира към математиката. През 1948 г., последвайки съвета на Джон Синдж, завършва едновременно и бакалавърска степен, и магистратура по математика, след което получава стипендия от Принстън. Той също така е приет и в Харвард, но продължава своята работа в Принстън.
През лятото след дипломирането си, Наш работи в Уайт Оук, Мериленд, по военноморски изследователски проект под наставничеството на Клифърд Трусдел.

## След дипломирането
Наставникът на Наш и бивш професор към Карнеги Тех Р. Дж. Дъфин пише писмо за препоръка, което се състои от само едно изречение: „Този човек е гений.“  Макар да е приет в Харвард, което е било и неговото първо желание, поради вече изградения по-голям престиж и по-добър математически факултет там, ректорът на Принстън Соломон Лефшец настоятелно предлагал на Наш стипендията на името на John Stewart Kennedy и това било достатъчно да го убеди, че Харвард не оценява достатъчно способностите му. Така от Уайт Оак Наш се премества в Принстън, където работи върху своята теория на равновесието. Защитава докторат през 1950 г. с дисертация върху некооперативните игри. Дисертацията му, писана под ръководството на Албърт Такър, съдържа дефиницията и свойствата на понятието, което впоследствие става известно като „равновесие на Наш“. Изследванията му излизат в три статии:
- „Equilibrium Points in N-person Games“ (1950)
- „The Bargaining Problem“ (1950)
- „Two-person Cooperative Games“ (1953)

Наш има научни трудове и в областта на алгебричната геометрия: „Real algebraic manifolds“ (1952)
Неговата най-известна работа в „чистата“ математика е Nash embedding theorem, която показва, че всяко абстрактно риманово многообразие може да бъде изометрично реализирано като подмногообразие на Евклидовото пространство. Наш също има приноси и към теорията на нелинейните параболични частни диференциални уравнения.
През 1951 година Наш заминава за Масачузетския технологичен институт като преподавател по математика. Около година след това Нэш влиза в близки отношения с Елеонора Стир, медицинска сестра, която среща като пациент. Ражда им се син, Джон Дейвид Стир (роден на 19 юни 1953), но Наш изоставя Стир, когато тя му казва за бременността си. Наш твърди, че нямал много общо нито с детето, нито с майка му. Въпреки това, по време на 60-минутно интервю за CBS, излъчено през март 2002 г., математикът казва, че поддържа контакт с Джон Стир, който дори получава част от хонорарите за филма „Красив ум“.
През 1954 г. в Санта Моника, щат Калифорния, Наш е арестуван за непристойно разголване в хода на операция срещу хомосексуалисти. Въпреки че обвиненията отпадат, той е лишен от допуск до секретна информация и уволнен от корпорацията RAND, където работи като консултант.
След разрива със Стир, Наш среща Алиша Лопес-Харисън де Ларде (родена на 1 януари 1933), студентка по физика, натурализирана гражданка на САЩ от Салвадор, с която сключва брак през февруари 1957 г. През 1959 г. Алиша води Наш в болница за психични отклонения за шизофрения; скоро след това се ражда и синът им Джон Чарли Мартин Наш, останал некръстен за около година, защото майката чувствала, че и нейният съпруг има право на глас в избора на име. Джон става доктор по философия, получава бакалавърска степен по математика в Рътгърския университет, а като възрастен също страда от шизофрения.
Наш и Лопес се развеждат през 1963, но се събират отново през 1970 в една неромантична връзка, наподобяваща тази между двама съквартиранти, които нямат нищо общо. Според Силвия Насар, която пише биографията на Наш „Красив ум“, Алиша говори за съпруга си като за пансионер и казва, че в този период живеят „като двама далечни родственици под един покрив“. Двойката възобновява връзката си след като Наш печели Нобелова награда по икономика през 1994. Те сключват брак отново на 1 юни 2001.

## Психично разстройство
Наш започва да проявява забележими признаци на шизофренно поведение през 1958. Изпада в параноя и през април-май 1959 е приет в болница „Маклийн“, където му поставят диагнозата параноидна шизофрения, придружена от лека форма на депресия и понижено самочувствие. След изпълнения с проблеми престой в Париж и Женева, Наш се завръща в Принстън през 1960. Периодично постъпва в психиатрични заведения до 1970 г., като бива подлаган на инсулинно-шокови терапии и антипсихотични лекарства, обикновено по лекарско назначение и без възможност да прави сам избор за лечението си. След 1970 Наш взема решение никога повече да не приема антипсихотици. Според биографката му Насар, с времето той постепенно започва да се възстановява. С подкрепата на съпругата си Наш работи в общностна среда, проявяваща разбиране към ексцентричното поведение, свързано със заболяването му.
Според университетската легенда, Наш се превръща във „Фантома от Файн Хол“ (Файн Хол е математическия център на Принстън), който бродел посред нощ като призрак, драскайки разни загадъчни уравнения на черната дъска. Легендата е описана в художествената книга „The Mind-Body Problem“ от Ребека Голдщайн.

## Награди и по-късна кариера
През 1978 г. Наш получава наградата на Джон фон Нойман за принос в областта на теорията. Печели наградата на Лирой Стийл през 1999 г.
През 1994 г. получава Нобелова награда за икономика в резултат на работата му в Принстън върху теорията на игрите.
В края на 1980-те Наш започва редовно да се свързва с други математици, които осъзнават, че това наистина е той, и че новата му работа има стойност. Те сформират група, която се свързва с комитета по Нобелови награди към Банката на Швеция, за да свидетелства, че Наш действително заслужава да бъде награден и психичното му здраве позволява това.
През 1999 г. Наш получава почетното звание Доктор на науките и технологията от Университета в Карнийдж „Карнеги Мелън“.
През същата 1999 г. Наш получава почетно звание по икономика от Неаполитански университет „Федерико II“.
Наш получава почетна степен доктор по икономика от Университета в Антверп през 2007 г.
През 2015 г. получава Абелова награда за анализа си на нелинейни частни диференциални уравнения. Това е последната му награда. Получил и Нобелова, и Абелова награди, Джон Форбс Наш става първият човек в света, който е удостоен и с двете престижни награди.

## Смърт
На 23 май 2015 г. Джон Наш загива заедно с жена си Алисия в автомобилна катастрофа в Ню Джърси.. Те се прибирали вкъщи от летището в Нюарк след посещението си в Норвегия, където Наш получава Абеловата награда. Шофьорът на таксито, в което пътували съпрузите, загубва управлението при изпреварване и се врязва в разделителната мантинела. Двамата пътници, които били без колани, са изхвърлени навън при удара, и загиват на място. Шофьорът е с малка травма.